# Ashperton
Ashperton – wieś w Anglii, w hrabstwie Herefordshire. Leży 14 km na wschód od miasta Hereford i 176 km na zachód od Londynu.